# Убивство Андрія Карлова
Убивство Андрія Карлова або Убивство російського посла в Анкарі — вбивство російського посла в Туреччині Андрія Карлова, яке трапилося 19 грудня 2016 року в столиці країни — Анкарі.

## Помста
Під час промови на відкритті художньої виставки в Анкарі Андрій Карлов отримав серйозне поранення. Російський посол у критичному стані був доправлений до місцевої лікарні. За свідченнями очевидців нападник, який проник у будівлю під виглядом поліцейського, під час стрілянини прокричав два слова — «Алеппо» і «помста» (див. статтю «Битва за Алеппо»). Під час нападу постраждало ще кілька людей. Подія відбулася наступного дня після того, як у Туреччині пройшли протести проти військової інтервенції Росії у Сирії та дій щодо Алеппо.
Домовину з тілом Андрія Карпова 20 грудня було доставлено до Москви.

## Месник
Мевлют Мерт Алтинташ (тур. Mevlüt Mert Altıntaş, нар. 24 червня 1994 — пом. 19 грудня 2016), колишній офіцер турецької поліції. Під час помсти не перебував при виконанні службових обов'язків.
За словами з відео, вдалося перекласти таке:

| Аллах Акбар. Не забувайте Алеппо, не забувайте Сирію, не забувайте Алеппо, не забувайте Сирію. Поки наші міста не відчувають безпеки і ви не знатимете смаку безпеки. Назад, назад. Мене звідси забере тільки смерть. Усі, хто якось задіяні у сирійських злочинах, відповідатимуть по одному. |
Приблизно через 20 хвилин в перестрілці із бійцями спецпідрозділів месник о 19:27 був убитий.

## Реакція світової спільноти

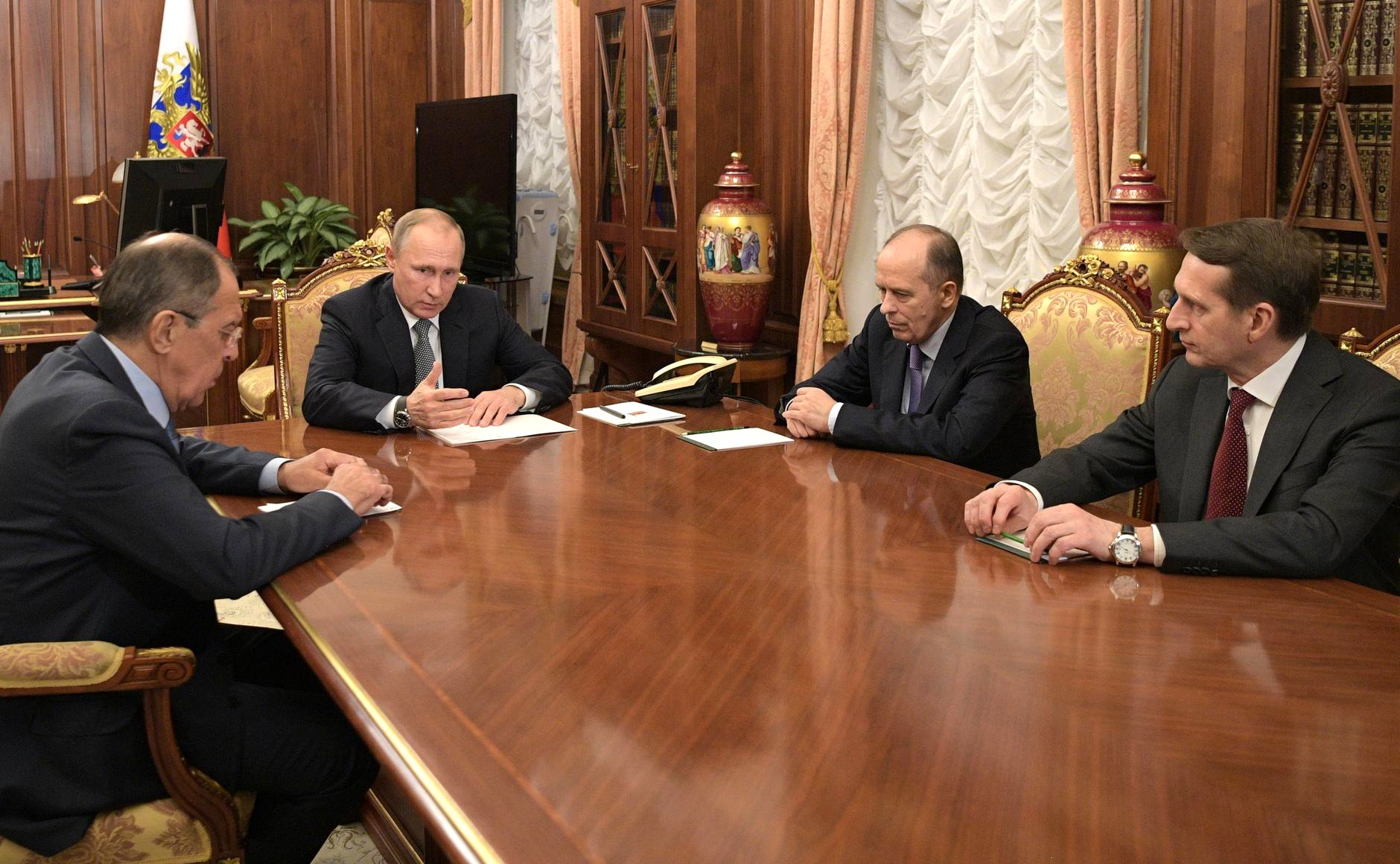
Нарада Володимира Путіна з Сергієм Лавровим, Олександром Бортниковим і Сергієм Наришкіним. 19 грудня 2016 року

- 19 грудня 2016 року МЗС Росії повідомило про те, що питання щодо вбивства посла буде поставлено в понеділок перед членами РБ ООН. Вказавши додатково про те, що вбивці будуть покарані. МЗС Росії стверджує, що це терористичний акт.

Офіційний представник МЗС Росії Марія Захарова повідомила:

| Вбивці російського посла в Туреччині Андрія Карлова будуть покарані. |
- 19 грудня 2016 року голова МЗС Великої Британії Борис Джонсон повідомив:

| Вражений підлим вбивством російського посла в Туреччині. Подумки — з його родиною. Я засуджую цей боягузливий напад. |
- 19 грудня 2016 року прессекретар держдепу США Джон Керрі:

| Ми засуджуємо акт насильства, звідки б він не виходив. Наші думки і молитви з ним і його сім'єю. |
- Президент Франції, Франсуа Олланд, засудив вбивство Андрія Карлова.

- 19 грудня 2016 року Генсек НАТО Єнс Столтенберг:

| Я засуджую вбивство російського посла в Туреччині. Мої співчуття його родині та російському народу. Немає виправдань для такої жахливої дії. |
- Радбез ООН одноголосно визнав вбивство актом міжнародного тероризму і закликав покарати його виконавців, організаторів і спонсорів.[3]

- Міністр закордонних справ України Павло Клімкін засудив убивство посла Росії в Туреччині[4].